# فوزنيسينسكي (تشيركاسكا)
فوزنيسينسكي (Вознесенське) هي مدينة في مقاطعة تشيركاسكا في أوكرانيا.
يبلغ عدد سكانها حوالي 3629 نسمة.